# Strašnický zámeček
Strašnický zámeček, někdy též stará strašnická škola, je novorenesanční budova s věžičkou z roku 1877. Stojí na adrese V Zátočce 42/1, Praha 10-Strašnice.

## Dějiny

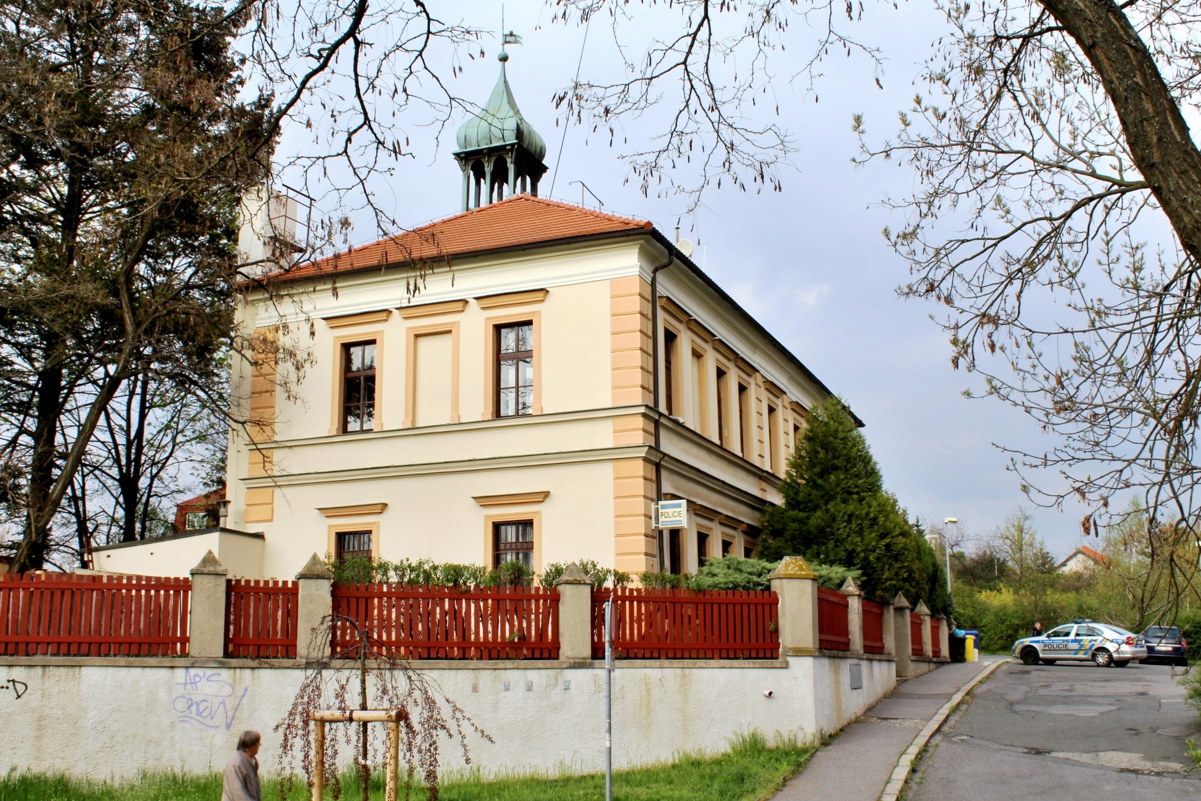
Zámeček

Zámeček byl postaven místními obyvateli v roce 1877 podle projektu E. Brabce. Do roku 1909, kdy byla postavena nová škola v secesním slohu, plnil zámeček funkci školy, nejstarší ve Strašnicích. Vedle samotného zámečku zde ještě stával poměrně rozsáhlý komplex budov zvaný "pavilony", který také sloužil pro potřeby vzdělávání žáků prvních až osmých ročníků. Na ně směrem k Solidaritě navazovaly rozsáhlé louky a různé neobhospodařované porosty.
Po komunistickém převratu, od roku 1950, v zámečku bylo oddělení SNB. V současné době zde sídlí místní služebna policie ČR.

## Okolí školy
V blízkosti školy se nachází:
- Bečvářův dvůr a bývalá Bečvářova vila
- nová Základní škola Gutova z roku 1962
- bývalá nová strašnická škola
- stanice metra Strašnická
- kulturní dům Barikádníků (Barča)